# Karol Spišák
Karol Spišák (17. srpna 1941, Bratislava- 13. března 2007, Nitra) byl slovenský herec a režisér. Dlouhá léta byl působil v Divadle Andreje Bagára v Nitře a byl ředitelem Starého divadla v Nitře. Kromě domovské scény zanechal výrazné stopy i jako hostující ředitel Slovenském národním divadle v Bratislavě, např. inscenací O myších a lidech, na bratislavské Nové scéně a v Košicích. V letech 1999-2004 uvedl čtyři inscenace i se zvolenskými činoherci, tři roky jeho inscenace otevíraly Zvolenské zámecké hry.

## Život a dílo
Karol Spišák se jako herec i režisér zapsal do historie Slovenské televize. Významná byla jeho režie historického filmu Adam Šangala, jako herec hrál ve významné televizní adaptaci románu Balada o sedmi oběšených ruského novelisty Leonida Andrejeva. Mezi další známé filmy patří Kosení Jestřabí louky, Pavilón šelem a Nylonový měsíc. Ve filmu a v televizi ztvárňoval padouchy – teroristy a naopak elegány. Režisér Martin Huba ho obsadil do role Stalina v televizním filmu Hodina majstrov.
V Nitře působil třicet let. Věnoval se dramatu, ale pro nitranské diváky připravil i řadu komediálních inscenací. Vždy tvrdil, že diváky je těžší rozesmát než rozplakat. Kritikové tvrdili, že jeho komedie získaly salónní výchovu.
Jako první na Slovensku uvedl roku 1973 na scénu v Nitře muzikál (Na skle maľované). V té době měl však s pojmem muzikál ideové potíže, a proto byl uveden jako „hra se zpěvy“. Záhy byl titul zakázán a po nějaké době se úspěšně hrál v SND. Po Listopadu 1989 se k muzikálu vrátil a režíroval Mníšky. Snažil se v něm dokázat, že muzikál nemusí být nákladný a plný vnějších efektů, aby měl mezi diváky úspěch.
Když Divadlo Andreje Bagára dostalo novou budovu, z divadla odešel, tři roky byl na volné noze a vrátil se jako ředitel do původní budovy, kde začalo hrát pro děti Loutkové, dnes Staré divadlo. Za ministra kultury Ivana Hudce měl problémy, byl sesazen a r. 1997 se aktivně do stávky divadelníků; po skončení éry Vladimíra Mečiara se do své funkce ve Starém divadle vrátil. Práci pro děti měl rád a vždy zdůrazňoval na důležitou roli estetické výchovy na mládež.
Karol Spišák byl ženatý, měl dva syny a jednu dceru. Synové Michal a Ondrej Spišákovi jsou také divadelními režiséry. Velmi si oblíbil kraj kolem Banské Štiavnice, kde vlastnil ve vesničce Svätý Anton chalupu. Zemřel po dlouhé těžké nemoci 13. března 2007.

## Filmografie

### Role
(výběr)
- Kdo jsi bez viny, 1963 – Maroš Pavčo
- Případ pro obhájce, 1964 – Fero
- Neprobuzený, 1965 (televizní film)
- Nylonový měsíc, 1965
- Šerif za mrížemi, 1965
- Balada o sedmi oběšených, 1968 (televizní film)
- Malá anketa, 1968 (hraný dokument)
- Od čtvrtka do zmrtvýchvstání, 1969 (televizní film) – Lukáš
- A. C. Dupin zasahuje, 1970 (televizní seriál) – přítel – 3 epizody
- Život na útěku, 1975 – rotný Šarmír
- Bílá stužka ve tvých vlasech, 1977 – správce domova
- Dveře dokořán, 1977 – Ondráš
- Citová výchova jedné Dáši, 1980, Rudo Kohút
- Kosení jestřabí louky, 1981, Jano
- Hloubkový rekord, 1982 (televizní film)
- Pavilón šelem, 1982 – ředitel
- Pomocník, 1982 – Polgár
- Tušení, 1982 – Harčaník
- Děravá kapsa, 1983 (televizní film)
- Sbohem, sladké dřímoty, 1983 – předseda
- Ján Literát, 1984 (televizní film)
- Loktibrada, 1984 (televizní film)
- Sladké starosti, 1984 – ředitel hotelu
- Praženice, 1985 (televizní film)
- Slané bombóny, 1985, pan René
- Zakázané uvolnění, 1986, Maťašovský
- Zwischen Himmel und Erde, 1987, televizní film
- Štek, 1988 – Šuba
- V městě plném deštníků, 1989 – Šimo
- Slepý Geronimo a jeho bratr, 1993 (jen na videu)
- Na krásném modrém Dunaji, 1994
- Advent, 1995, televizní film
- Visions od Europe, 2004
- Bloodlines, 2004 – Rudo

### Režie
- Pomsta starej dámy alebo na každého dôjde, 1968 (televizní film)
- V tieni vlkov, 1972
- Adam Šangala, 1974 (televizní film)
- Kamarátka pre nas dvoch, 1975 (televizní film)
- Demeterovci, 1976 (televizní film)
- Vzbúrene mesto, 1984 (televizní film)
- Lompinove šibalstvá, 1990 (televizní film)